# Ɥ̀
Cette page contient des caractères spéciaux ou non latins. S’ils s’affichent mal (▯, ?, etc.), consultez la page d’aide Unicode.
Ɥ̀ (minuscule ɥ̀), appelé h culbuté accent grave, est une lettre additionnelle latine utilisée dans l’alphabet du dan au Liberia.

## Utilisation
Le ɥ̀ est utilisé dans l’orthographe du dan au Liberia, notamment dans les travaux de la Dan Literacy Association et dans la traduction de la Bible en dan,.

## Représentation informatique
Le h culbuté accent grave peut être représenté avec les caractères Unicode (Alphabet phonétique international, Diacritiques) suivants :
| formes    | représentations | chaînes de caractères | points de code | descriptions                                               |
| --------- | --------------- | --------------------- | -------------- | ---------------------------------------------------------- |
| minuscule | Ɥ               | Ɥ◌̀                    | U+A78D U+0300  | lettre majuscule latine h culbuté diacritique accent grave |
| minuscule | ɥ               | ɥ◌̀                    | U+0265 U+0300  | lettre minuscule latine h culbuté diacritique accent grave |